# Dani Giménez
Daniel "Dani" Giménez Hernández (Vigo, 30 de julho de 1983) é um ex-futebolista profissional espanhol que atuava como goleiro.

## Carreira
Rafa Navarro começou a carreira no Celta de Vigo.